# Pop it

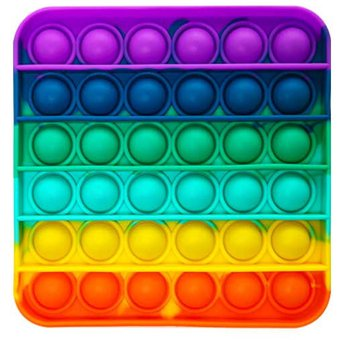
Pop it

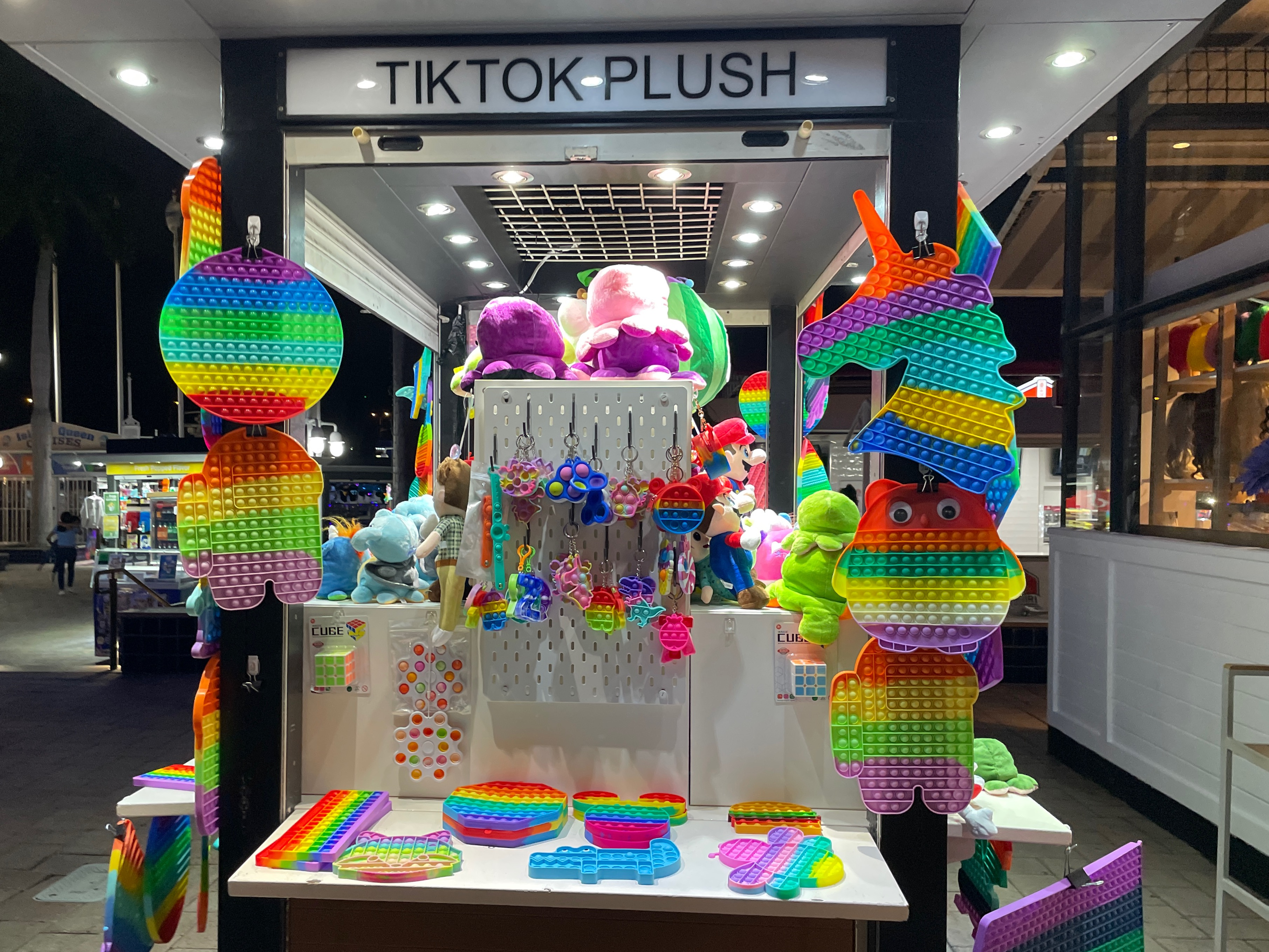
Stoisko z zabawkami Pop it

Pop it – zabawka zręcznościowa, składająca się z silikonowej tacki o zwykle jaskrawych kolorach z wybijanymi bąbelkami, podobnie jak folia bąbelkowa, tylko że można ją odwrócić i użyć ponownie. Występują w różnych kolorach, kształtach i rozmiarach i mają właściwości łagodzące stres. Popularność zyskały wiosną 2021 roku za sprawą influencerów z platformy TikTok, a także znudzenia i stresu związanego z obostrzeniami spowodowanymi pandemią COVID-19.
Zabawka została wynaleziona w 1975 roku przez małżeństwo z Izraela.